# Nomenia secunda
Nomenia secunda är en fjärilsart som beskrevs av Richard F. Pearsall 1906. Nomenia secunda ingår i släktet Nomenia och familjen mätare. Inga underarter finns listade i Catalogue of Life.